# Eisenbahnbrücke Sysran
Die Eisenbahnbrücke Sysran (russisch Сызранский мост Sysranski most), auch Alexanderbrücke (Александровский мост Alexandrowski most) genannt, führt die Eisenbahnstrecke Sysran–Samara rund 22,5 Kilometer östlich des Bahnhofs Sysran über die Wolga.
Bei ihrer Eröffnung im Jahr 1880 wurde die Brücke zur Feier des 25. Jahrestages der Regierung von Alexander II. nach dem Zaren benannt. Nach der Oktoberrevolution 1917 erhielt sie den Namen des nahegelegenen Ortes. Seit dem Ende der Sowjetunion findet die Bezeichnung Alexanderbrücke auch wieder Verwendung.

## Alexanderbrücke (1880)

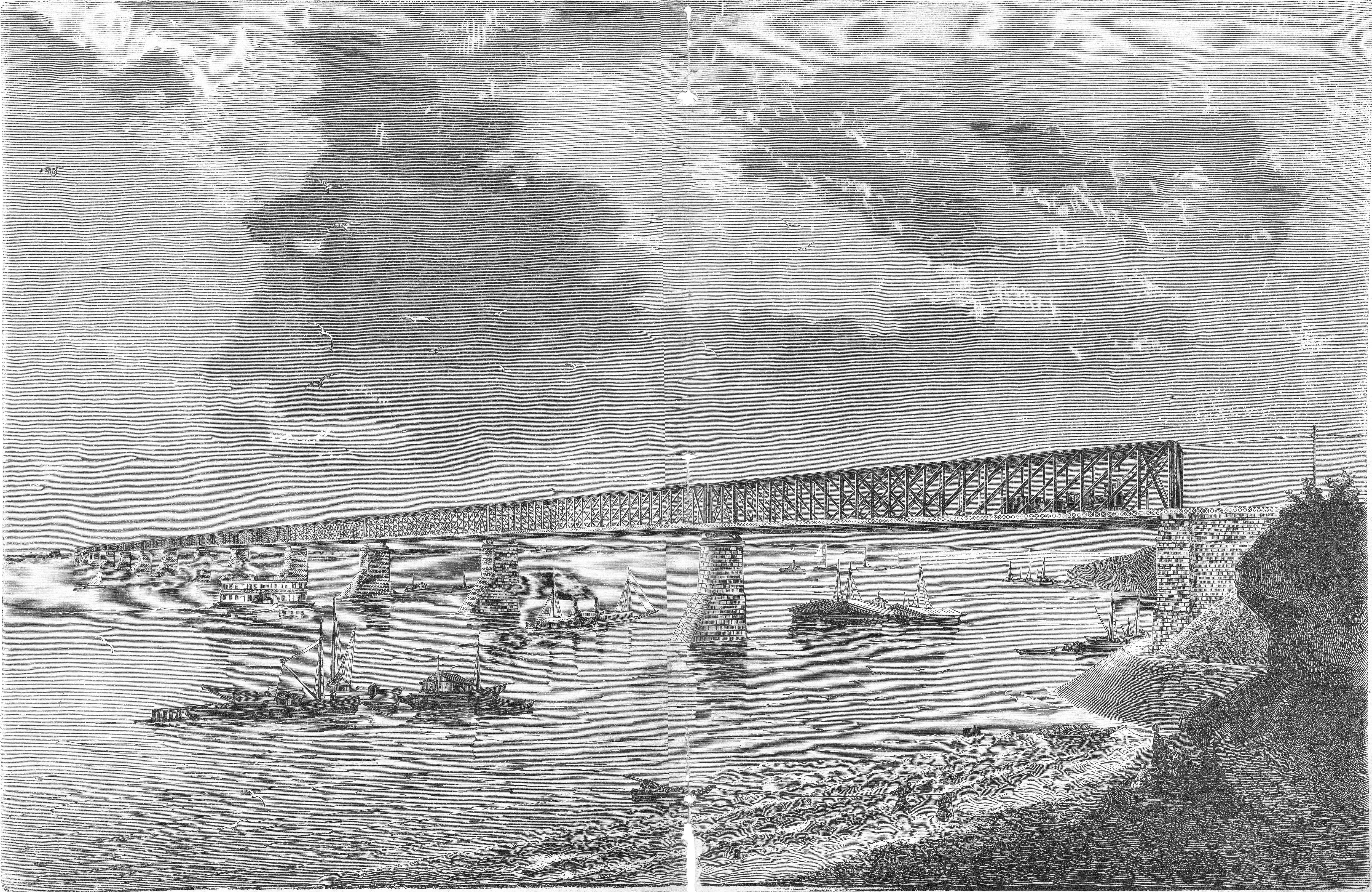
Alexanderbrücke ca. 1880

Die Alexanderbrücke wurde in den Jahren 1876 bis 1880 als Teil der Orenburger Bahn von Wladimir Beresin nach Plänen von Nikolai Belelubsky und Konstantin Michailowski gebaut. Es war die erste Eisenbahnbrücke über den mittleren und unteren Lauf der Wolga und mit einer Länge von 1483 Metern seinerzeit die längste in Europa. Die eingleisige Brücke hatte 13 schmiedeeiserne, parallelgurtige Fachwerkträger mit Stützweiten von je 107 Metern. Die hohen steinernen Pfeiler hatten markante, weit ins Oberwasser reichende abgeschrägte Strömungsteiler, die als Eisbrecher dienten und dem Eisgang erfolgreich standgehalten haben.
1918 sprengten Anhänger des Komutsch, die sich vor den Bolschewiki zurückziehen mussten, zwei Brückenfelder. Der Schaden wurde jedoch bald wieder behoben. Im Lauf der Jahrzehnte wurden dem Alter der Brücke entsprechend Wartungs- und Reparaturarbeiten durchgeführt und die Brücke immer wieder verstärkt.
Von 1948 bis 1957 wurde die Brücke für den zweigleisigen Verkehr erweitert.

## Fachwerkträgerbrücke (2004)
In den Jahren 2003 und 2004 wurde der Überbau der Brücke vollständig erneuert. Dabei konnten die existierenden Pfeiler weiterverwendet werden. Auf ihnen wurden 13 doppelte Träger – für jede Spur ein Träger – mit Stützweiten von je 109 Metern eingebaut, insgesamt somit 26 Träger aus genieteten Stahlprofilen. Die Träger wurden an Land vorgefertigt und anschließend zu ihrem Platz auf den Pfeilern eingeschwommen. Das Bauwerk ist nun 1490 Meter lang. An die eigentliche Brücke schließt sich auf der linken Seite der Wolga ein rund 5,8 Kilometer langer Damm über das Hochwasserbett und alte Flussarme an.